# Старевич, Владислав Александрович
Владисла́в Алекса́ндрович Старе́вич (пол. Władysław Starewicz, фр. Ladislas Starewitch; 27 июля [8 августа] 1882, Москва — 26 февраля 1965, Париж) — русский и французский кинорежиссёр польского происхождения, создатель первых в мире коммерческих мультфильмов, снятых в технике кукольной мультипликации, и один из зачинателей русской мультипликации (наряду с Александром Ширяевым).

Этот человек обогнал всех аниматоров мира на несколько десятилетий.— Уолт Дисней

## Ранние годы
Владислав Александрович Старевич родился в Москве в семье литовских поляков. Его родители принадлежали к обедневшей шляхте и были революционерами, боровшимися за независимость Польши от России. Рано потерял мать, с 1901 года воспитывался у её родителей в Ковне. С детства отличался независимостью, за что был даже исключён из гимназии.
В 1889 году был отдан на воспитание тёте. Хотя Владислав не был отличником, он активно участвовал в художественной самодеятельности, любил исполнять комические роли.
С пятого—шестого класса у него было два серьёзных увлечения: фотография и энтомология. Старевич собирал насекомых и засушивал их для коллекции. Кроме того, он сам делал макеты насекомых — настолько точно, что их нельзя было отличить от настоящих насекомых.
По окончании десятого класса Владислав пошёл работать смотрителем в местный краеведческий музей. При поступлении на работу он подарил представителям музея два альбома с собственными фотографиями города Ковно. Директор музея, оценив таланты молодого человека, предложил ему снять с помощью имевшейся у музея кинокамеры несколько фильмов.
Первый фильм, который Старевич продемонстрировал работникам музея, назывался «Над Неманом». Все были поражены техническим уровнем выполненной работы. За этим последовали несколько попыток сделать образовательные фильмы на тему энтомологии. Кроме того, Старевич занимался изданием неподцензурного любительского сатирического журнала «Оса», публикуя карикатуры в местной газете «Ковенское зеркало»; несколько лет подряд брал призы на местных новогодних праздниках за лучшие карнавальные костюмы.
25 ноября 1906 года Старевич женился на Анне Циммерманн. В 1907 году у них родилась дочь Ирина, в 1913 году — вторая дочь Жанна.

## В кино
В 1909 году Старевич снял два фильма из жизни насекомых: «Жизнь стрекоз» (230 метров плёнки) и «Жуки-скарабеи» (150 метров). Посмотрев эти фильмы, директор музея предложил Старевичу съездить в Москву, чтобы попытаться найти лучшее применение его талантам.
В Москве Старевич познакомился с кинопромышленником Александром Ханжонковым, которому поведал, что хочет заниматься съёмкой видовых фильмов. Ханжонков подарил ему подержанную кинокамеру и несколько рулонов плёнки с единственным условием, что Старевич будет передавать ему права на все снятые фильмы. Он снял Старевичу квартиру и попросил приносить весь отснятый материал лично к нему, дав пять месяцев на съёмку первого фильма. Через десять недель Старевич принёс ему уже три отснятых фильма. После этого Старевичу выделили отдельное помещение для работы, предоставили более серьёзную аппаратуру и полную творческую свободу.
В 1910 году Старевич решил снять документальный фильм о жуках-оленях, в частности битву двух самцов-рогачей за самку. Однако выяснилось, что при необходимом для съёмки освещении самцы становятся пассивными. Тогда Старевич придумал сделать из панцирей рогачей муляжи и снять нужную ему сцену покадрово. Снятый им таким образом фильм «Lucanus Cervus» стал одним из первых в мире кукольных мультипликационных фильмов.
В той же технике Старевич снял вышедший в прокат в 1912 году короткометражный фильм «Прекрасная Люканида, или Война усачей с рогачами», в котором жуки разыгрывали сцены, пародирующие сюжеты из рыцарских романов. Фильм пользовался бешеным успехом у отечественных и зарубежных зрителей. Покадровая техника кукольной мультипликации была тогда совершенно неизвестна, поэтому во многих отзывах сквозило изумление тем, каких невероятных вещей можно было добиться дрессировкой насекомых.
Например, лондонская газета «Evening News» писала:
«Как всё это сделано? Никто из видевших картину не мог объяснить. Если жуки дрессированные, то дрессировщик их должен был быть человеком волшебной фантазии и терпения. Что действующие лица именно жуки, это ясно видно при внимательном рассмотрении их внешности. Как бы то ни было, мы стоим лицом к лицу с поразительным явлением нашего века…»
Вскоре после «Люканиды» на экраны вышли схожие по технике короткометражные мультипликационные фильмы «Месть кинематографического оператора» (1912), «Стрекоза и муравей» (1913), «Рождество у обитателей леса» (1913), «Весёлые сценки из жизни животных» (1913), которые вошли в золотой фонд мирового кинематографа.
Параллельно с мультипликацией Старевич начал работу и над постановкой игровых фильмов. Он дебютировал экранизацией повести Н. В. Гоголя «Страшная месть» (1912, фильм не сохранился), получившей широчайшее международное признание (Золотая медаль на конкурсе фильмов во время Всемирной выставки в Милане), и продолжил тему «Ночью перед Рождеством» (1913) с Иваном Мозжухиным в роли чёрта. В этом фильме впервые в одном кадре совместили актёрскую игру и нарисованный «спецэффект».
В работе у Старевича также находился фантастический фильм «Путешествие на Луну», фильм демонстрировали на фестивале «Pacific Meridian». В этот период Старевич также работал как оператор на фильмах других постановщиков — например, именно им снята комедия Петра Чардынина «Домик в Коломне» (1913).
Во время Первой мировой войны Старевич поставил несколько фильмов по заказу Скобелевского комитета. Самым известным среди них стала мультипликационно-игровая притча «Лилия Бельгии». К этой же группе фильмов относятся игровые постановки «Руслан и Людмила», «Тамань» (не сохранились), «Сашка-наездник», «К народной власти» и «Пан Твардовский».
Весной 1917 года, после Февральской революции, Ханжонков вместе со всем художественным и техническим персоналом своей студии уехал в Ялту. Старевич отправился вместе с ним и в 1918 году поставил в Крыму фильмы «Калиостро», «Сорочинская ярмарка», «Вий», «Майская ночь» и другие (в подавляющем большинстве утрачены). Тогда же он снял свой последний игровой фильм «Звезда моря», экранизацию романа Уильма Джона Локка «Стелла Марис», который сам Старевич считал своей лучшей работой в кино. Это была единственная картина, которую Ханжонков взял с собой, покидая Россию.
18 января 1919 года Старевич подписал договор в соответствии с которым поступал в качестве кинооператора на службу в концертную фронтовую труппу Красной армии и должен был дать не менее 5 концертов в месяц и получить 7 % вознаграждения с каждого концерта, при необходимости срок службы мог быть продлён на месяц

## В эмиграции
В 1919 году Старевич с семьёй эмигрировал в Италию, затем во Францию.
Во Франции к нему обратился представитель фирмы «Меркурий» и предложил работу с жалованием не меньше, чем он получал в России. Старевич принял предложение и начал снимать и продюсировать в Фонтене-су-Буа (Париж) мультипликационные фильмы.
Одной из первых его заграничных работ стала экранизация басни Ж. Лафонтена «Как лягушки выпросили себе короля» (Les grenouilles qui demandent un roi, 1923), удостоенная одной из высших кинематографических наград эпохи — золотой медали Розенфельда. В дальнейшем Старевич выпустил такие замечательные короткометражки, как «Песнь соловья» (La voix du rossignol, 1923), «Любовь в белом и чёрном» (Amour noir et blanc, 1923), «Крыса сельская и крыса городская» (Le rat de ville et le rat des champs, 1927), «Маленький парад» (La petite parade, 1928). Характерной чертой фильмов Старевича и его особой гордостью была богатая реалистичная мимика созданных им кукольных персонажей. Пластика и достоверность его мультипликации позволяла ему также совмещать в пространстве фильма живых и кукольных персонажей.
Главным достижением Старевича стал первый в мировом кино полнометражный кукольный мультипликационный фильм «Рейнеке-Лис» (Le roman de Renard, 1930). Фильм начал сниматься в 1926 году как немой и был полностью снят к 1930 году, когда выпускать его в прокат в прежнем виде (без звука) уже стало практически невозможно. Фильм был озвучен спустя восемь лет на немецком языке по заказу Третьего Рейха, правительство которого было заинтересовано в появлении своеобразной экранизации «народной поэмы» Гёте. В 1941 году фильм был также выпущен на французском языке. «Рейнеке-Лис» принес Старевичу восемь международных премий, в том числе вторую медаль Розенфельда. То, что фильм доделывался фактически на деньги гитлеровского правительства, в дальнейшем значительно повлияло на его прокатную судьбу — в большинстве стран он до сих пор не выпущен даже на видеоносителях.
На протяжении 1930—1950-х годов Старевич продолжил ставить мультипликационные фильмы. Самой знаменитой и часто упоминаемой работой позднего периода его творчества можно считать фильм «Щенок-талисман» (Fétiche mascotte, 1934).
Война фактически никак не коснулась Старевича. После 1945 года он хотел вернуться в Париж, но затем решил, что Париж для него город слишком суетный и вернулся в Фонтене-су-Буа. Вся семья помогала в его работе на новом месте, но Старевич в основном обходился своими силами, считая, что подготовка помощника или преемника при специфике его работы практически невозможна.
Владислав Старевич хотел вернуться обратно в Россию и передать всю свою коллекцию кукол в дар Советскому союзу. Старевич написал письмо правительству СССР, но его просьба была отклонена.
Его популярность в 1950-х пошла на убыль, предложения на постановку фильмов приходить перестали и знаменитый режиссёр зарабатывал постановкой рекламных роликов, а в самые трудные времена, когда старшая дочь начала терять зрение, продавал сделанных им кукол.
Владислав Старевич скончался в Фонтене-су-Буае 26 февраля 1965 года.

## Фильмография
В титрах фильмов и в зарубежных источниках имя Владислава Старевича указано по-разному: Wladyslaw Starewicz (воспроизведение родового польского написания фамилии), Ladislas Starewitch или Ladislaw Starewitsch.
Старевич часто снимал в своих фильмах дочерей Ирину и Жанну — последнюю под псевдонимом «Нина Стар».

### Мультфильмы
- 1909 — «Над Неманом», фильм не сохранился
- 1909 — Жизнь стрекоз, фильм не сохранился
- 1909 — «Жуки-скарабеи», фильм не сохранился
- 1910 — Lucanus Cervus, фильм не сохранился
- 1910 — «Развитие головастика», фильм не сохранился
- 1910 — «Прекрасная Люканида, или Война усачей с рогачами»
- 1911 — «Рождество у обитателей леса»
- 1912 — «Месть кинематографического оператора»
- 1912 — «Авиационная неделя насекомых», фильм не сохранился
- 1913 — «Стрекоза и муравей»
- 1913 — «Четыре черта», фильм не сохранился
- 1913 — «Весёлые сценки из жизни животных»
- 1913 — «Петух и Пегас», фильм не сохранился
- 1915 — «Лилия Бельгии»
- 1920 — Dans Les Griffes De L’araignee (In the Claws of the Spider)
- 1921 — Le Mariage De Babylas (Babylas’s Marriage)
- 1921 — «Пугало» (L’epouvantail) (The Scarecrow)
- 1922 — «Как лягушки выпросили себе короля» (Les Grenouilles Qui Demandent Un Roi)
- 1923 — «Песнь соловья» (La Voix Du Rossignol)
- 1923 — «Любовь в белом и чёрном» (Amour Noir Et Blanc)
- 1924 — «Маленькая уличная певица» (La Petite Chanteuse Des Rues)
- 1925 — «Глаза дракона» (Les Yeux Du Dragon)
- 1926 — «Крыса сельская и крыса городская» (Le Rat Des Villes Et Le Rat Des Champs), ч/б
- 1926 — «Крыса сельская и крыса городская», цветной
- 1927 — «Муравей и кузнечик» (La Cigale Et La Fourmi)
- 1927 — «Королева бабочек» (La Reine Des Papillons)
- 1928 — «Волшебные часы» (L’horloge Magique)
- 1928 — «Маленький парад» (La Petite Parade)
- 1929—1930 — «Рейнеке-лис» (Le Roman De Renard)
- 1932 — «Лев и муха» (Le Lion Et Le Moucheron)
- 1932 — «Старый лев» (Le Lion Devenu Vieux)
- 1933 — «Щенок-талисман» (Fetiche Mascotte)
- 1934 — Fetiche Prestidigitateur (The Ringmaster)
- 1935 — Fetiche Se Marie (The Mascot’s Marriage)
- 1936 — Fetiche En Voyage De Noces (The Navigator)
- 1937 — Fetiche Chez Les Sirenes (The Mascot and the Mermaids)
- 1947 — Zanzabelle A Paris (Zanzabelle in Paris)
- 1949 — «Цветок папоротника» Fleur De Fougere (Fern Flowers)
- 1953 — «Птичка Газуйи» (Gazouilly Petit Oiseau) (Little Bird Gazouilly)
- 1954 — Gueule De Bois (Hangover)
- 1955 — Un Dimanche De Gazouilly (Gazouilly’s Sunday Picnic)
- 1956 — «Нос по ветру» (Nez Au Vent) (Nose to the Wind)
- 1958 — «Северная карусель» (Carrousel Boreal)
- 1965 — «Как собака с кошкой» (Comme Chien Et Chat)

### Научно-популярные фильмы
- 1911 — «Электрический телеграф» (с Николаем Баклиным)
- 1913 — «Пьянство и его последствия»

### Игровые фильмы
- 1912 — «Страшная месть», фильм не сохранился
- 1912 — «Путешествие на Луну», сохранилась часть отснятого материала[5][6][7].
- 1913 — «Ночь перед Рождеством»
- 1913 — «Руслан и Людмила», фильм не сохранился
- 1914 — «Снегурочка»
- 1914 — «Пасынок Марса»
- 1914 — Kayser-Gogiel-Mogiel, фильм не сохранился
- 1914 — «Тройка», фильм не сохранился
- 1914 — Fleurs Fanees, фильм не сохранился
- 1915 — Le Chant Du Bagnard, фильм не сохранился
- 1915 — «Портрет»
- 1915 — «Это тебе не принадлежит», фильм не сохранился
- 1915 — «Эрос и Психея», фильм не сохранился
- 1916 — «Две встречи», фильм не сохранился
- 1916 — Le Faune En Laisse, фильм не сохранился
- 1916 — О чём шумело море, фильм не сохранился
- 1916 — «Тамань», фильм не сохранился
- 1916 — На Варшавском тракте, фильм не сохранился
- 1918 — «Вий», фильм не сохранился
- 1917 — «Пан Твардовский», фильм не сохранился
- 1917 — «Сашка-наездник», фильм не сохранился
- 1917 — «К народной власти»
- 1918 — «Калиостро»
- 1918 — «Масоны» («Вольные каменщики»), вторая часть «Калиостро»
- 1918 — «Йола», фильм не сохранился
- 1918 — «Сорочинская ярмарка», фильм не сохранился
- 1918 — «Майская ночь», фильм не сохранился
- 1918 — «Звезда моря» (Stella Maris), фильм не сохранился

### Неизвестный тип
- 1914 — Как немецкий генерал подписал договор с дьяволом
- 1915 — Житель необитаемого острова

## Признания и награды
- 1912 — Золотая медаль на конкурсе фильмов во время Всемирной выставки в Милане (фильм «Страшная месть» [не сохранился])
- 1922 — Золотая медаль Розенфельда (мультфильм «Как лягушки выпросили себе короля»)
- 1924 — Золотая медаль Розенфельда (мультфильм «Песнь соловья»)[1]
- 1941 — Золотая медаль Розенфельда и ещё 7 международных премий (мультфильм «Рейнеке-лис»)